# ドリュー・ブリーズ
ドリュー・クリストファー・ブリーズ（Drew Christopher Brees、1979年1月15日 - ）はアメリカ合衆国テキサス州ダラス出身の元アメリカンフットボール選手。現役時代のポジションはクォーターバック（QB）。NFLのサンディエゴ・チャージャーズとニューオーリンズ・セインツに所属していた。
パデュー大学を卒業後、2001年のNFLドラフト2巡でサンディエゴ・チャージャーズに入団、これまでに2004年、2006年、2008年から2014年、2016年から2019年と13回プロボウルに選出されている。2004年にはカムバック賞、2008年には最優秀攻撃選手に選ばれた。第44回スーパーボウルでは2TDパスを投げてMVPを獲得した。

## 経歴

### 大学時代
テキサス州出身であったが身長が低かったことから州内の大学からは声がかからずインディアナ州にあるパデュー大学へ進学した。在籍中、パス獲得11,792ヤード、90タッチダウンパス、12,693総獲得ヤード、パス試投1,678、パス成功数1,026などビッグ・テン・カンファレンスの新記録を多く作った。2001年にはチームを1967年以来となるローズボウル出場に導いた。1999年にはカレッジフットボール最優秀QBに与えられるデイビー・オブライエン賞のファイナリストとなった。2000年にはマックスウェル賞を受賞、ハイズマン賞の投票では1999年に4位、2000年に3位となった。

#### 大学時代の通算成績
| 年度 | チーム   | 試合 | パス      | パス      | パス      | パス        | パス | パス |
| 年度 | チーム   | 出場 | 成功 回数 | 試投 回数 | 成功 確率 | 獲得 ヤード | TD   | Int  |
| ---- | -------- | ---- | --------- | --------- | --------- | ----------- | ---- | ---- |
| 1997 | パデュー | 8    | 19        | 43        | 44.2      | 232         | 0    | 1    |
| 1998 | パデュー | 13   | 361       | 569       | 63.4      | 3,983       | 39   | 20   |
| 1999 | パデュー | 12   | 337       | 554       | 60.8      | 3,909       | 25   | 12   |
| 2000 | パデュー | 12   | 309       | 512       | 60.4      | 3,668       | 26   | 12   |
| 計   | 計       | 45   | 1,026     | 1,678     | 61.1      | 11,792      | 90   | 45   |

### プロ入り後

#### サンディエゴ・チャージャーズ
大学時代の活躍から彼は2001年のNFLドラフト1巡中盤から後半にかけて指名されると予想されていたが、プロのQBとなるには背が低い（183センチメートル）ことや強肩ではないことなどから2巡目でサンディエゴ・チャージャーズに指名された。
チャージャーズはこの年全体1位指名権を持っていたがこれをアトランタ・ファルコンズにトレード（この指名権でファルコンズはマイケル・ヴィックを指名した。）し、1巡全体5位、3巡、2002年ドラフト2巡指名権（このトレードで得た指名権でラダニアン・トムリンソンなどが指名された。）を得た。  
2001年11月4日のカンザスシティ・チーフス戦でNFLデビューを果たした。2002年のトレーニングキャンプでダグ・フルーティと先発QBの座を争った末つかんだが、2003年には再びフルーティに先発QBの座を奪われた。
2004年のドラフトでチャージャーズは全体1位でイーライ・マニングを指名したが入団拒否されたため、ニューヨーク・ジャイアンツに指名されたノースカロライナ大学のQBフィリップ・リバースなどとトレードを行った（この時チャージャーズが得た指名権でチャージャーズはネイト・ケディング、ショーン・メリマンを獲得した。）。このトレード後ブリーズが先発QBの座を保持することは困難と予想されたが、リバースがトレーニングキャンプをホールドアウトしたため先発QBの座を確保した。結果的にブリーズはAP通信カムバック賞に輝く活躍を見せてプロボウルに選出された。シーズン終了後、フリーエージェントになった彼はチームとリバースが大型契約を結んでいたこともあり残留しないのではと見られていたが、チャージャーズは彼をフランチャイズ・プレイヤーに指名し1年800万ドルの契約を結んだ。彼はチャージャーズからの退団を望んだが、他チームが彼を獲得するにはドラフト1巡指名権を2つトレードする必要がありトレードは実現しなかった。2005年シーズン彼は自己ベストの3,576ヤードを投げ、QBレイティングはNFL10位となる89.2でシーズンを終えた。この年のデンバー・ブロンコスとの最終節にセイフティのジョン・リンチのヒットを受けてファンブルした際にボールをリカバーしようとして、ジェラルド・ウォレンにヒットされて肩を負傷した。2006年1月5日に彼は関節の内視鏡手術を受けた。彼はプロボウルに2年連続選出されており、カーソン・パーマーの代役として先発QBを務める予定であったがジェイク・プラマーにその座を譲った。

#### ニューオーリンズ・セインツ

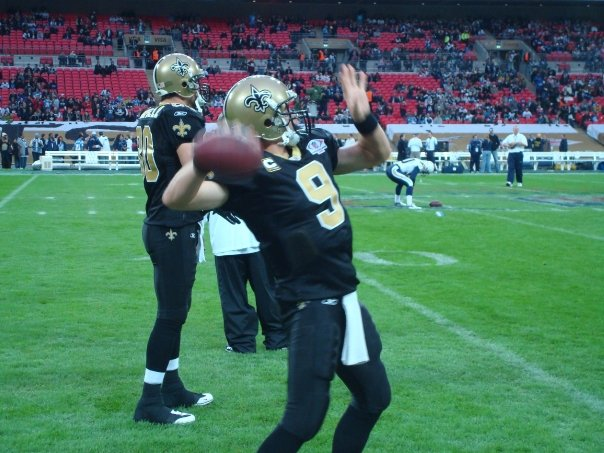
ウェンブリー・スタジアムでのウォーミングアップをしているブリーズ

2005年シーズン終了後、彼はチームと契約交渉を行ったが合意に達せず、他チームとの契約を目指し、ニューオーリンズ・セインツとマイアミ・ドルフィンズが興味を持った。ドルフィンズはミネソタ・バイキングスのダンテ・カルペッパーを獲得、3月14日にブリーズはセインツと6年契約を結んだ。
2006年、11月19日のシンシナティ・ベンガルズ戦ではパスで510ヤードを獲得したが試合には敗れた。この年、彼はNFLトップの4,418ヤードを投げてリーグ3位の26タッチダウンパス、11被インターセプトでQBレイティング96.2の成績を残しプロボウルの先発QBに選ばれた。翌年1月5日、AP通信のMVP選出で元チームメートのトムリンソンに次いで2位の得票を獲得した。2人はその年のウォルター・ペイトン・マン・オブ・ザ・イヤーに選出された。
2007年1月13日、セインツに入団して初のプレーオフに出場した。ルイジアナ・スーパードームで行われたフィラデルフィア・イーグルス戦でパス32本中20本を成功、1タッチダウン、被インターセプト0で勝利し、NFCチャンピオンシップゲームにチームは進出した。1月21日のシカゴ・ベアーズ戦ではパス49本中27本を成功させ354ヤードを投げ2タッチダウンをあげたが3回のターンオーバーを喫した。エンドゾーン内でのインテンショナル・グラウディングの反則も犯しセイフティも取られ14-39で敗れた。プロボウルにも出場したがひじを負傷して第1Qで退場した。
2007年、全16試合に先発出場、パス655回中443回成功、パス成功率67.6%、4,428ヤードを獲得、28タッチダウン、18インターセプトの成績で終えた。
2008年、彼はダン・マリーノが1984年に作ったシーズンパス獲得ヤードのNFL記録にわずか15ヤード足りない5,069ヤードを獲得した。シーズン5,000ヤード以上パスを投げたのはマリーノに次いで彼で2人目であった。この年彼は10試合で300ヤード以上を投げ、これは2002年のリッチ・ギャノンと並ぶNFLタイ記録となった。第8週と第12週にはフェデックス・エアー週間MVPに、AP通信によって2008年の最優秀攻撃選手に選ばれた。

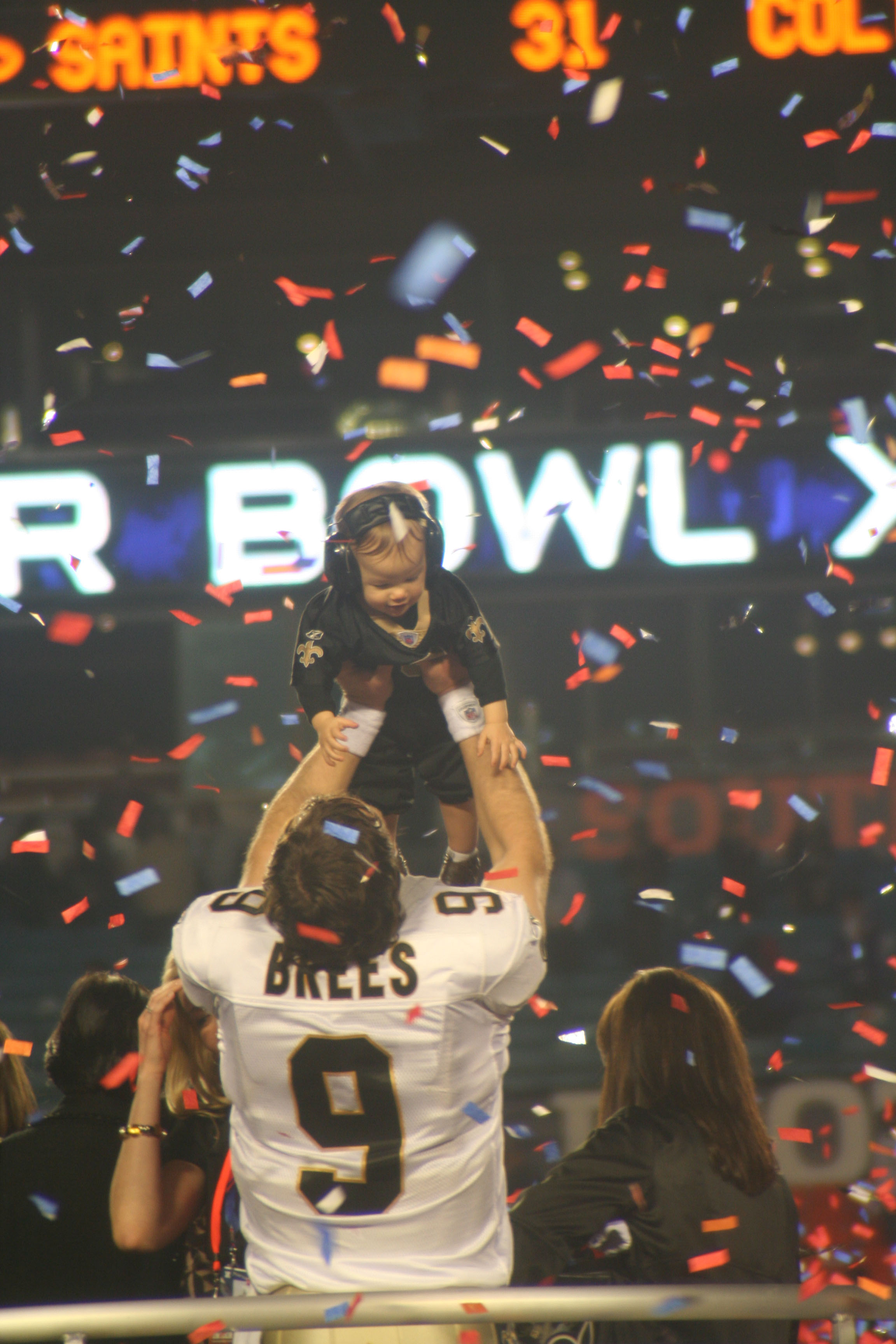
第44回スーパーボウル優勝を果たし、MVPに選ばれたブリーズ

2009年シーズン、レギュラーシーズン17連敗中のデトロイト・ライオンズとの開幕戦でパス36回中26回成功、358ヤードを投げ自己ベストの6TDパスをあげた。第6週に共に無敗で迎えたニューヨーク・ジャイアンツと対戦した。その時点でジャイアンツのディフェンスはリーグトップの成績であったが彼はパス30本中23本を成功、369ヤードを投げて4タッチダウンをあげセインツのオフェンスは500ヤード近くを獲得して勝利した。第7週のロードでのマイアミ・ドルフィンズ戦では第2Q途中で3-24とリードされたが。この試合彼はパス33回中22回成功で298ヤードを獲得したが1タッチダウン、3被インターセプトの成績であった。しかし2TDランをあげるなどチームは46-34と逆転勝利を収めた。第9週にはその時点でパスディフェンスNFLトップのカロライナ・パンサーズと対戦した。彼はパス35回中24回成功で330ヤードを投げる活躍を見せてチームは初の開幕8連勝を達成した。第12週にはニューイングランド・ペイトリオッツとマンデーナイトフットボールで彼は371ヤードのパスを投げ週間最優秀攻撃選手に選ばれる活躍を見せてチームは開幕11連勝を達成した。第13週にはその時点でパスディフェンス1位のワシントン・レッドスキンズと対戦したが419ヤードのパスを投げた。チームは開幕13連勝したが第15週のダラス・カウボーイズ戦、第16週のタンパベイ・バッカニアーズ戦、第17週のカロライナ・パンサーズ戦と3連敗してシーズンを終えた。なおプレーオフ第1シードで迎えることが決定した後に行われた第17週の試合では彼の代わりに控えQBのマーク・ブルネルが先発出場した。
ディビジョナルプレーオフでアリゾナ・カージナルスを破り、NFCチャンピオンシップゲームではミネソタ・バイキングスと対戦した。この試合で彼はパス31回中19回成功で191ヤードを獲得、3タッチダウンをあげて勝利に貢献、インディアナポリス・コルツとの第44回スーパーボウル出場を決めた。スーパーボウルではパス39本中32本を成功、288ヤード獲得で2TDパスを決めてMVPに選ばれた。 
この年彼はプロボウル選出、バート・ベル賞、シーズンMVP投票では2位となった。シーズンを通したパス成功率は70.62%となり、1982年にケン・アンダーソンが記録した70.55%を27年ぶりに抜いて、NFL新記録となった。
2010年、NFCチャンピオンシップゲームの再戦となったミネソタ・バイキングスとの開幕戦に14-9で勝利した。第3週のアトランタ・ファルコンズ戦では365ヤード、3TD、2INTで24-27で敗れた。第11週のシアトル・シーホークス戦で382ヤード、4TD、2INTの成績をあげ、34-19で勝利した。この年チームは11勝5敗で、NFC南地区でアトランタ・ファルコンズに次いで2位でプレーオフに出場、ワイルドカードプレーオフではレギュラーシーズンを負け越したチームとしてプレーオフ初出場を果たしたシアトル・シーホークスを相手に404ヤードを獲得、2TDをあげたが、マーショーン・リンチの活躍により、36-41で敗れた。この年5度目のプロボウルに選ばれたが、自身最多となる22インターセプトを喫した。これはアーロン・ブルックスに並ぶチームワースト記録であった。シーズン終了後に選ばれたNFL Top 100 Players of 2011 では、9位に評価された。
2011年、1984年にダン・マリーノが27歳の時に作った5,084ヤードを更新する5,476ヤード、2009年に自身が作った記録を更新するパス成功率71.2%のNFL記録を達成、最優秀攻撃選手にも選ばれた。又チーム記録を更新する46TDパスを投げた。第2週にシカゴ・ベアーズに勝利し、NFLチーム中勝利していない相手はボルチモア・レイブンズのみとなった。10月23日のインディアナポリス・コルツ戦ではパス35回中31回成功、325ヤードを獲得、5TDをあげ、チームは62-7で勝利した。この年NFCの週間最優秀攻撃選手に選ばれた。11月28日のニューヨーク・ジャイアンツ戦でも363ヤードを獲得、4TDパスをあげて週間最優秀選手に選ばれた。12月4日のデトロイト・ライオンズ戦でシーズン4000ヤードを達成、開幕から12週目に4000ヤードを超えたのは、彼が初めてであった。また4年連続でパス4000ヤード、30TDパスを達成した最初の選手となった。第15週のミネソタ・バイキングス戦で412ヤードを獲得、5TDをあげた。1試合で5TDをあげ、400ヤード以上を獲得、パス成功率が80%となったのは、彼が初めてであった。
チームはプレーオフでデトロイト・ライオンズを破ったが、サンフランシスコ・フォーティナイナーズに敗れてシーズンを終えた。第16週のアトランタ・ファルコンズ戦の第4Q残り３分に、ダレン・スプロールズへの9ヤードのパスを決めて、マリーノの記録を3ヤード上回る5087ヤードに記録を伸ばした。同じ試合の第2Qにマーキス・コルストンへの8ヤードのTDパスを成功し、42試合連続でTDパス成功となった。試合後マリーノは、Twitterでブリーズを祝福した。この試合の活躍でシーズン3度目となる週間最優秀選手に選ばれた。第17週のカロライナ・パンサーズ戦で468ヤードを獲得、シーズン通算獲得ヤードを5,476に伸ばし、同じくマリーノの記録を更新したトム・ブレイディの5,235ヤードを上回った。1試合あたり342.25ヤードを獲得した彼は、ストライキでシーズンが短縮された1982年にダン・ファウツが記録した320.3ヤードを上回った。2013年にペイトン・マニングがシーズン5,477ヤード、1試合あたり342.31ヤードを獲得し、この記録は破られた。デトロイト・ライオンズとのワイルドカードプレーオフで、466ヤード獲得、3TDをあげて、45-28で勝利したが、サンフランシスコ・フォーティナイナーズとのディビジョナルプレーオフで462ヤードを獲得、4TD、2INTの記録をあげたが、32-36と敗れた。
6回目のプロボウルに選ばれた彼は、NFL Top 100 Players of 2012 の2位に評価された。

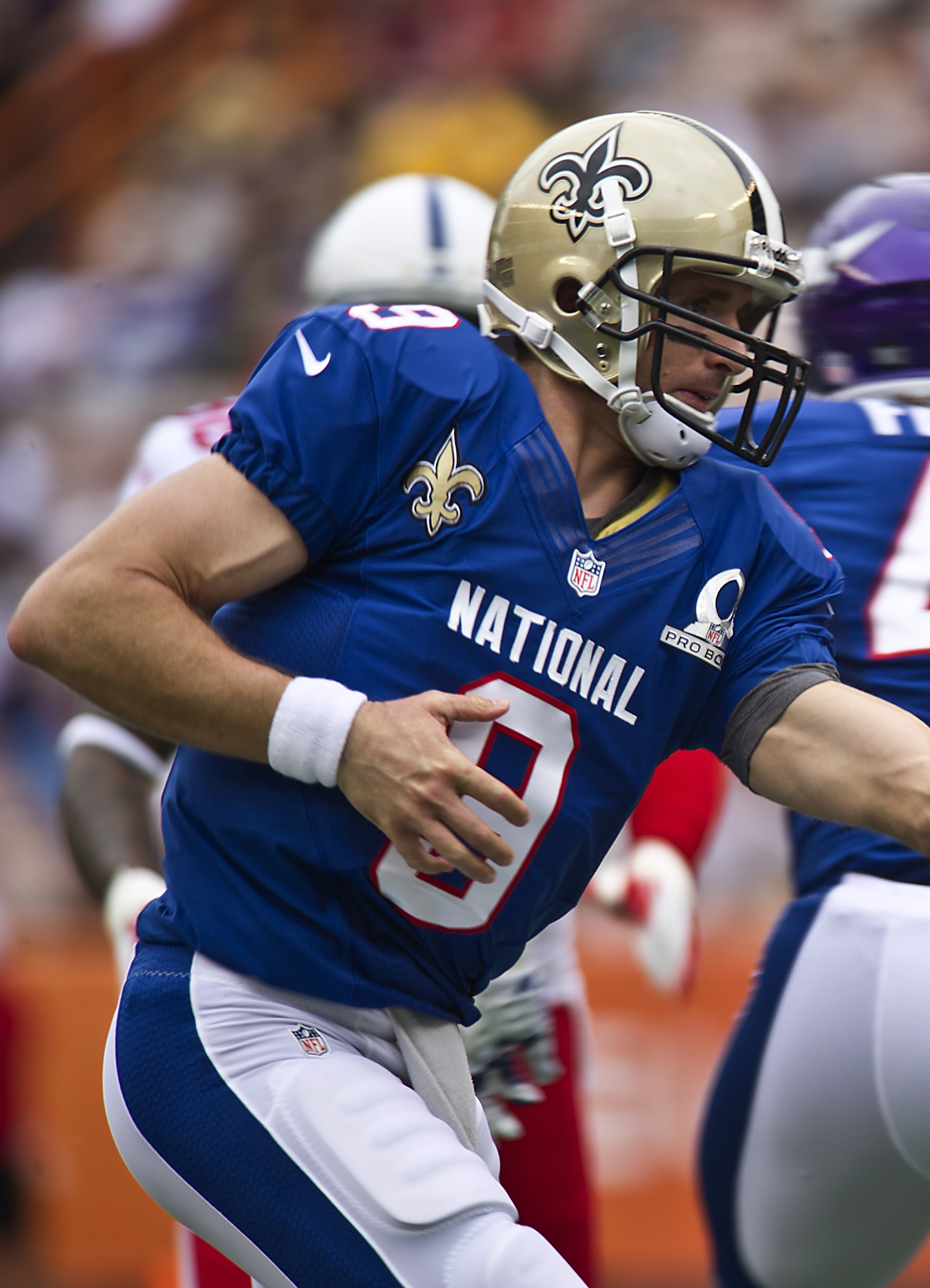
2003プロボウルでのブリーズ

2012年7月13日、5年1億ドルでセインツと契約を結んだ。開幕前スーパーボウル候補にもあがっていたチームは違法な報奨金問題により、ショーン・ペイトンヘッドコーチが1年間の出場停止となった。ブリーズは好成績を残したが、ディフェンスが崩壊し、開幕から4連敗を喫した。そうした中、第5週のサンディエゴ・チャージャーズ戦で370ヤードを獲得、4TD、1INTの成績をあげ、週間最優秀選手に選ばれた。この試合で彼は48試合連続TDパスを成功、ジョニー・ユナイタスの記録を52年ぶりに塗り替え、チームもシーズン初勝利をあげた。この試合では、ユナイタスの息子のジョーが、父親の記録を52年ぶりに塗り替えたブリーズを祝福した。その後第13週のアトランタ・ファルコンズ戦でタッチダウンなし、5インターセプトを喫し、この記録は54試合連続で途切れた。第14週のニューヨーク・ジャイアンツ戦では354ヤードをなげって、7年連続でシーズン4000ヤードを達成、ペイトン・マニングの6年連続4000ヤードという記録の更新をした。また5年連続で30TD、4000ヤードを達成したが、これもNFL記録であった。この年5177ヤードを獲得、43TDをあげたものの、守備が7042ヤードを喪失とNFLワースト記録を更新した。その結果チームは7勝9敗でプレーオフを逃した。負傷したロバート・グリフィン3世の代わりに7度目のプロボウルに選ばれた。NFL Top Players of 2013 の11位に評価された。
2013年、第4週のマイアミ・ドルフィンズ戦で413ヤードを獲得、4TDをあげて週間最優秀選手に選ばれた。第10週のダラス・カウボーイズ戦でも392ヤードを獲得、4TDをあげて週間最優秀選手に選ばれた。第12週の試合で、パス獲得ヤードでウォーレン・ムーンを抜いて歴代5位の49,566ヤードとなった。第14週の試合で、NFL史上5人目のパス獲得通算50,000ヤードに達した選手となった。183試合目の出場で5万ヤードに到達したが、これは5人の中の最速記録であった。第17週のタンパベイ・バッカニアーズ戦でも381ヤードを獲得、4TDをあげて週間最優秀選手に選ばれた。この年で6シーズン連続パス獲得4000ヤード、3シーズン連続パス獲得5000ヤードを達成した。この年チームは11勝5敗でプレーオフに進出、フィラデルフィア・イーグルスを破ったが、ディビジョナルプレーオフでシアトル・シーホークスに敗れた。NFL Top 100 Player of 2014 の6位に評価された。
2014年、チームは開幕から2試合連続決勝FGを決められて敗れた。第2週のクリーブランド・ブラウンズ戦でジョン・エルウェイの記録を破り、パス獲得ヤード歴代4位となった。10月19日の試合で、NFL通算パス成功率が66.21%となり、チャド・ペニントンを超えてNFL歴代1位となった。第13週のピッツバーグ・スティーラーズ戦で257ヤードを獲得、5TDをあげて自身20度目の週間最優秀選手に選ばれた。第15週のシカゴ・ベアーズ戦で7シーズン連続30TD以上、9シーズン連続パス獲得4000ヤード以上を達成した。7勝9敗でプレーオフ進出は逃したが、シーズン4952ヤード獲得で、5000ヤード以上獲得は3シーズンで終わったものの、彼の記録はベン・ロスリスバーガーと並んでシーズン最多パス獲得ヤードであった。NFL Top Players of 2015 の30位に選ばれた。

2015年、フェデックスフィールドでのブリーズ

2015年、チームは開幕から3試合連続で敗れた。10月4日のダラス・カウボーイズ戦でC・J・スピラーに80ヤードのTDパスを決めてこの年初勝利をもたらした。このTDパスはNFL史上5人目となる400回目のTDパスであった。205試合目での400TD達成であり、これはNFL最速であった。同じ試合でのオーバータイム開始後13秒にジョシュ・ヒルへのパスで通算5000回目のパス成功を記録した。11月1日のニューヨーク・ジャイアンツ戦で自己最多の7TDパス、511ヤード獲得の活躍で52-49で勝利した。第12週のヒューストン・テキサンズ戦で連続TDパス記録が45でストップした。第14週のタンパベイ・バッカニアーズ戦でTDパス回数でマリーノの記録を更新し史上4位となった。第15週の試合でパス通算60000ヤードを達成、215試合目での達成はNFL最速であった。第16週のジャクソンビル・ジャガーズ戦で8シーズン連続で30TDパス以上を達成した。この年1試合を欠場したがNFLトップの4870ヤードを獲得した。チームは7勝9敗でプレーオフを逃した。NFL Top Players of 2016 の30位に評価された。
2016年、オークランド・レイダースとの開幕戦でブランディン・クックスに自己ベストとなる98ヤードのTDパスを成功させた。第2週のニューヨーク・ジャイアンツ戦で通算パス獲得ヤードでマリーノを抜きNFL歴代3位に浮上した。第6週のカロライナ・パンサーズ戦では465ヤードを獲得、4TD、1INTの成績をあげた。この試合で同一チームにおける50000ヤードを獲得した6人目のQBとなった（それまでの5人は、コルツのペイトン・マニング、パッカーズのブレット・ファーヴ、ドルフィンズのマリーノ、ペイトリオッツのブレイディ）。第7週のカンザスシティ・チーフス戦は、自身100回目となるパスで300ヤード以上を獲得した試合となった。第16週終了時点でブリーズ、アーロン・ロジャース、ペイトン・マニング、トム・ブレイディの4人が35TDパス以上を記録した。この年彼はNFLトップの5208ヤードを獲得、自身5度目のシーズン5000ヤードを記録した。またパス成功数471回は、彼自身が2011年に作った468回のNFL記録を更新した。またNFL3位の37TDパス、2位のパス成功率70.0%を記録、シーズンのパス成功率が70%になったのは3度目であった。この年もチームは7勝9敗でプレーオフを逃した。NFL Top P+ayuers of 2017 の16位に評価された。
2017年は、開幕からミネソタ・バイキングス、ニューイングランド・ペイトリオッツに連敗した。第10週のバッファロー・ビルズ戦で彼は184ヤードに抑えられたが、ラン攻撃で298ヤードを獲得、チームは47-10で勝利した。第13週のカロライナ・パンサーズ戦で通算パス成功数でペイトン・マニングを抜いて歴代2位となった。この年11回目のプロボウルに選ばれた。第16週のアトランタ・ファルコンズ戦で史上3人目となる通算70000ヤードをそれまでの最速となる248試合目で達成した。12回目のシーズン4000ヤードを達成した。また当時のNFL記録となるシーズンパス成功率72.0%の数字を残した。パス成功数386回、パス1回あたりの獲得ヤード8.1はNFLトップの成績であり、QBレイティングもNFL2位の103.9であった。チームは11勝5敗でNFC南地区で優勝、2013年以来4年ぶりにプレーオフに進出した。ワイルドカードプレーオフでカロライナ・パンサーズに31-26で勝利したが、ディビジョナルプレーオフのミネソタ・バイキングス戦に24-29で敗れた。NFL Top Players of 2018 の8位に評価された。
2018年3月13日、２年5000万ドルでセインツと契約を延長した。第3週のアトランタ・ファルコンズ戦でファーヴの記録を更新する6301回目のパスを成功させた。この試合で396ヤードを獲得、3TDパス、2TDランをあげて週間最優秀選手に選ばれた。第5週のワシントン・レッドスキンズとのマンデーナイトフットボールでパス29回中26回成功、363ヤードを獲得、3TDをあげて週間最優秀選手に選ばれた。1試合でのパス成功率89.66%は自己ベストであった。またペイトン・マニングの持つ通算パス獲得ヤード記録を更新した。バイウィーク開けにはボルチモア・レイブンズを破り、ファーヴ、マニングに次いで、NFL全32チームに勝利した3人目のQBとなった。同じ試合でベンジャミン・ワトソンへのTDパスを成功、史上4人目となる500TDパスを達成した。第9週には346ヤードを獲得、4TD、0INTの活躍で、開幕から連勝を続けていたロサンゼルス・ラムズを破った。第10週のシンシナティ・ベンガルズ戦でマイケル・トーマスへのTDパスで、通算TDパス回数でファーヴを抜いてNFL歴代2位となった。11月のNFC最優秀攻撃選手に選ばれた。この年15試合に出場しパス489回中364回成功、3992ヤード、32TD、5INTの成績を残した。最終週は、チームがNFC第1シードを決めていたため欠場した。この年のパス成功率74.4%は、2017年に自身が記録した72.0%を更新するNFL記録となった。QBレイティングは自己ベスとの115.7であった。シーズン4000ヤード達成は12シーズン連続で途絶えた。この年第4Qカムバックが6回、第4Qにウィニングドライブを決めたのが7回となった。ディビジョナルプレーオフでは、フィラデルフィア・イーグルスに0-14とリードを許したが、第2Q以降、20点連続で取り逆転勝利、その試合でパス38回中28回成功、301ヤードを獲得、2TD、1INTの成績を残した。スーパーボウルを制した2009年以来となるNFCチャンピオンシップゲームに進出し、ロサンゼルス・ラムズと対戦したがオーバータイムの末、23-26で敗れた。この試合では残り2分を切った時点でラムズにパスインターフェアランスのコールがされなかったプレーが論議を呼んだ。この年彼は15人の選手にTDパスを投げ分けた（そのうちの9人はドラフト外で入団した選手であった。）。シーズンMVPの投票ではパトリック・マホームズに次いで2位となった。NFL Top Players of 2019 の2位に評価された。
2019年、9月15日の試合で右手親指靭帯を痛め、約6週間の離脱となった。その間、テディ・ブリッジウォーターが先発した5試合で全て勝利し、10月27日のアリゾナ・カージナルス戦で復帰した。第14週のサンフランシスコ・フォーティナイナーズ戦ではパス40回中２９回成功、5TDパス、1TDランをあげる活躍を見せたが46-48で敗れた。第15週のインディアナポリス・コルツ戦でタッチダウンを挙げ、通算541回目のタッチダウンパスを挙げた。これによりペイトン・マニングの記録を抜いてNFL史上最多記録となった。この試合で彼はパス30回中29回成功、1試合のパス成功率96.7%はNFL記録となった（それまでの記録は2018年にフィリップ・リバースがパス29回中28回成功して作った96.6%。）。第16週のテネシー・タイタンズ戦でそれまでマービン・ハリソンが持っていたシーズンレシーブ記録144回を更新するパスをマイケル・トーマスに通した。この年11試合に出場、2979ヤードを獲得、27TD、4INT、パス成功率は74.34%であった。ワイルドカードプレーオフでバイキングスと対戦、20-26で敗れた。
2020年3月、セインツと2年5000万ドルの契約を結んだ。2020年の開幕週のタンパベイ・バッカニアーズ戦では、今シーズン移籍したばかりのトム・ブレイディとの対戦となった。この試合で、ブリーズはブレット・ファーヴの持っていた最多パス試投回数10,169を超え、歴代1位となった。11月15日のサンフランシスコ・フォーティナイナーズ戦で肋骨を痛め、途中退場となった。翌日複数の肋骨の骨折とそれに伴う肺の負傷であったことが判明し、故障者リスト入りとなった。4試合欠場した後の12月19日のカンザスシティ・チーフス戦で先発復帰を果たした。12月25日のミネソタ・バイキングス戦では通算パスヤードでNFL史上初となる80000ヤードを達成した。この試合に勝利し、セインツは4年連続の地区優勝を果たした。プレーオフ二戦目ではトム・ブレイディ率いる同地区2位のタンパベイ・バッカニアーズに3つのインターセプトを献上して敗れた。
2021年3月14日、Instagramを更新し引退を発表した。その夜、本拠地であるメルセデス・ベンツ・スーパードームの外壁にはTHANK YOU DREWという言葉と共に長年背負ってきた番号である、9番が映し出されていた。

## 人物
現在、ニューオーリンズのアップタウンに暮らしている。
牛乳アレルギー、小麦アレルギー、卵アレルギーなどの食物アレルギーを持っている。
右頬に痣がある。彼が3歳の時に両親は除去することを考えたが医者によって除去すべき理由がないと言われている。
2009年1月15日に長男が誕生。偶然にもこの日はブリーズの30歳の誕生日であった。
2009年8月7日に母親が59歳で亡くなったがこの際彼はチームからトレーニングキャンプへの参加を免除された。

## チャリティ及びボランティア活動

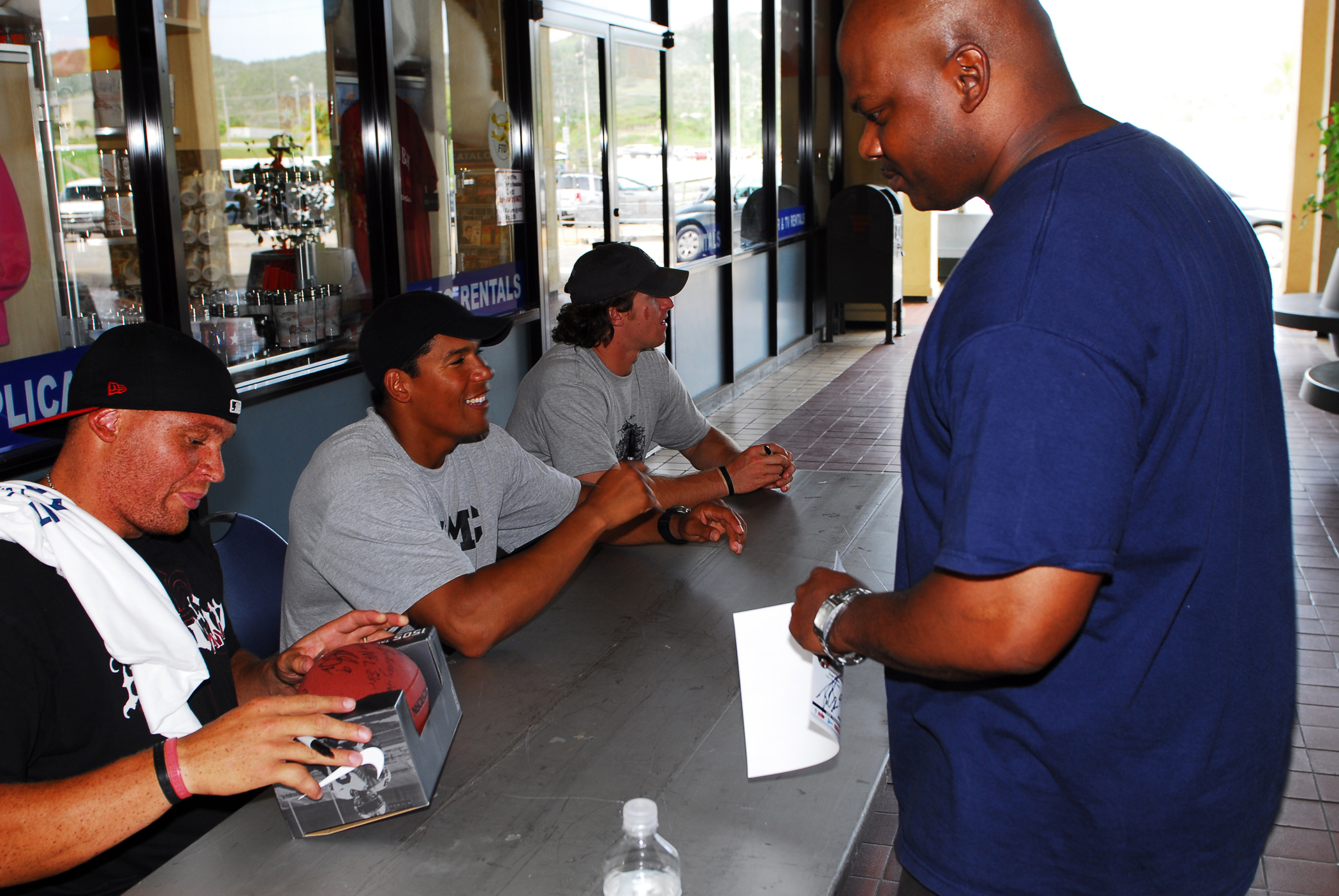
2009年6月29日、グァンタナモ海軍基地を訪れビリー・ミラー、ドニー・エドワーズと共にサインをするブリーズ

セインツに移籍後、フィールド外でのチャリティ活動も積極的に行っていて2010年のスポーツ・イラストレイテッドでのプロフィールには "an athlete as adored and appreciated as any in an American city today" と書かれている。彼はハリケーン・カトリーナの被害からの復興にも協力している。
セインツのファンからは "Breesus" というニックネームで呼ばれている。
2009年6月終わりにグァンタナモ米軍基地を訪問した。帰国後グァンタナモの捕虜はアメリカ国内の刑務所よりも10倍丁重に扱われていると発言した
。
2008年2月「Chili's Grill & Bar」の広告に出演した。この広告で得た収入はチャリティに使った。

## 詳細情報

### 年度別成績

#### レギュラーシーズン
| 年度      | チーム    | 背 番 号  | 試合 | 試合 | パス      | パス      | パス      | パス        | パス             | パス | パス | パス          | ラン      | ラン        | ラン             | ラン | 記録              |
| 年度      | チーム    | 背 番 号  | 出場 | 先発 | 成功 回数 | 試投 回数 | 成功 確率 | 獲得 ヤード | 平均 獲得 ヤード | TD   | Int  | レイテ ィング | 試行 回数 | 獲得 ヤード | 平均 獲得 ヤード | TD   | 先発出場 試合勝敗 |
| --------- | --------- | --------- | ---- | ---- | --------- | --------- | --------- | ----------- | ---------------- | ---- | ---- | ------------- | --------- | ----------- | ---------------- | ---- | ----------------- |
| 2001      | SD        | 9         | 1    | 0    | 15        | 27        | 55.6      | 221         | 8.2              | 1    | 0    | 94.8          | 2         | 18          | 9.0              | 0    | 0-0               |
| 2002      | SD        | 9         | 16   | 16   | 320       | 526       | 60.8      | 3,284       | 6.2              | 17   | 16   | 76.9          | 38        | 130         | 3.4              | 1    | 10-6              |
| 2003      | SD        | 9         | 11   | 11   | 205       | 356       | 57.6      | 2,108       | 5.9              | 11   | 15   | 67.5          | 21        | 84          | 4.0              | 0    | 3-8               |
| 2004      | SD        | 9         | 15   | 15   | 262       | 400       | 65.5      | 3,159       | 7.9              | 27   | 7    | 104.8         | 53        | 85          | 1.6              | 2    | 11-4              |
| 2005      | SD        | 9         | 16   | 16   | 323       | 500       | 64.6      | 3,576       | 7.2              | 24   | 15   | 89.2          | 21        | 49          | 2.3              | 1    | 9-7               |
| 2006      | NO        | 9         | 16   | 16   | 356       | 554       | 64.3      | 4,418       | 8.0              | 26   | 11   | 96.2          | 42        | 32          | 0.8              | 0    | 10-6              |
| 2007      | NO        | 9         | 16   | 16   | 440       | 652       | 67.5      | 4,423       | 6.8              | 28   | 18   | 89.4          | 23        | 52          | 2.3              | 1    | 7-9               |
| 2008      | NO        | 9         | 16   | 16   | 413       | 635       | 65.0      | 5,069       | 8.0              | 34   | 17   | 96.2          | 22        | -1          | 0.0              | 0    | 9-7               |
| 2009      | NO        | 9         | 15   | 15   | 363       | 514       | 70.6      | 4,388       | 8.5              | 34   | 11   | 109.6         | 22        | 33          | 1.5              | 2    | 13-2              |
| 2010      | NO        | 9         | 16   | 16   | 448       | 658       | 68.1      | 4,620       | 7.0              | 33   | 22   | 90.9          | 18        | -3          | -0.2             | 0    | 11-5              |
| 2011      | NO        | 9         | 16   | 16   | 468       | 657       | 71.2      | 5,476       | 8.3              | 46   | 14   | 110.6         | 21        | 86          | 4.1              | 1    | 13-3              |
| 2012      | NO        | 9         | 16   | 16   | 422       | 670       | 63.0      | 5,177       | 7.7              | 43   | 19   | 96.3          | 15        | 5           | 0.3              | 1    | 7-9               |
| 2013      | NO        | 9         | 16   | 16   | 446       | 650       | 68.6      | 5,162       | 7.9              | 39   | 12   | 104.7         | 35        | 52          | 1.5              | 3    | 11-5              |
| 2014      | NO        | 9         | 16   | 16   | 456       | 659       | 69.2      | 4,952       | 7.5              | 33   | 17   | 97.0          | 27        | 68          | 2.5              | 1    | 7-9               |
| 2015      | NO        | 9         | 15   | 15   | 428       | 627       | 68.3      | 4,870       | 7.8              | 32   | 11   | 101.0         | 24        | 14          | 0.6              | 1    | 7-8               |
| 2016      | NO        | 9         | 16   | 16   | 471       | 673       | 70.0      | 5,208       | 7.7              | 37   | 15   | 101.7         | 23        | 20          | 0.9              | 2    | 7-9               |
| 2017      | NO        | 9         | 16   | 16   | 386       | 536       | 72.0      | 4,334       | 8.1              | 23   | 8    | 103.9         | 33        | 12          | 0.4              | 2    | 12-4              |
| 2018      | NO        | 9         | 15   | 15   | 364       | 489       | 74.4      | 3,992       | 8.2              | 32   | 5    | 115.7         | 31        | 22          | 0.7              | 4    | 13-2              |
| 2019      | NO        | 9         | 11   | 11   | 281       | 378       | 74.3      | 2,979       | 7.9              | 27   | 4    | 116.3         | 9         | -4          | -0.4             | 1    | 8-3               |
| 2020      | NO        | 9         | 12   | 12   | 275       | 390       | 70.5      | 2,942       | 7.5              | 24   | 6    | 106.4         | 18        | −2          | −0.1             | 2    | 9−3               |
| NFL：20年 | NFL：20年 | NFL：20年 | 287  | 286  | 7,142     | 10,551    | 67.7      | 80,358      | 7.6              | 571  | 243  | 98.7          | 498       | 752         | 1.5              | 25   | 172−114           |

- 2020年度シーズン終了時
- 太字は自身最高記録
- ■は最優秀攻撃選手受賞年
- ■は各年度のリーグ最高記録
- ■はNFL記録

#### ポストシーズン
| 年度 | チーム | 試合 | 試合 | パス      | パス      | パス      | パス        | パス             | パス | パス | パス          | ラン      | ラン        | ラン             | ラン | 記録              |
| 年度 | チーム | 出場 | 先発 | 成功 回数 | 試投 回数 | 成功 確率 | 獲得 ヤード | 平均 獲得 ヤード | TD   | Int  | レイテ ィング | 試行 回数 | 獲得 ヤード | 平均 獲得 ヤード | TD   | 先発出場 試合勝敗 |
| ---- | ------ | ---- | ---- | --------- | --------- | --------- | ----------- | ---------------- | ---- | ---- | ------------- | --------- | ----------- | ---------------- | ---- | ----------------- |
| 2004 | SD     | 1    | 1    | 31        | 42        | 319       | 73.8        | 7.6              | 2    | 1    | 101.2         | 5         | 17          | 3.4              | 0    | 0-1               |
| 2006 | NO     | 2    | 2    | 47        | 81        | 597       | 58.0        | 7.4              | 3    | 1    | 88.3          | 4         | 6           | 1.5              | 0    | 1-1               |
| 2009 | NO     | 3    | 3    | 72        | 102       | 732       | 70.6        | 7.2              | 8    | 0    | 117.0         | 5         | -4          | -0.8             | 0    | 3-0               |
| 2010 | NO     | 1    | 1    | 39        | 60        | 404       | 65.0        | 6.7              | 2    | 0    | 95.4          | 2         | 6           | 3.0              | 0    | 0-1               |
| 2011 | NO     | 2    | 2    | 73        | 106       | 928       | 68.9        | 8.8              | 7    | 2    | 110.1         | 5         | 4           | 0.8              | 0    | 1-1               |
| 2013 | NO     | 2    | 2    | 44        | 73        | 559       | 60.3        | 7.7              | 2    | 2    | 81.9          | 5         | 13          | 2.6              | 0    | 1-1               |
| 2017 | NO     | 2    | 2    | 48        | 73        | 670       | 65.8        | 9.2              | 5    | 3    | 100.8         | 3         | 0           | 0.0              | 0    | 1-1               |
| 2018 | NO     | 2    | 2    | 54        | 78        | 550       | 69.2        | 7.2              | 4    | 2    | 95.6          | 5         | -2          | -0.4             | 0    | 1-1               |
| 2019 | NO     | 1    | 1    | 26        | 33        | 208       | 78.8        | 6.3              | 1    | 1    | 90.4          | 1         | 5           | 5.0              | 0    | 0-1               |
| 2020 | NO     | 1    | 1    | 28        | 39        | 265       | 71.8        | 6.8              | 2    | 0    | 107.3         | 3         | 2           | 0.7              | 0    | 1−0               |
| 計   | 計     | 17   | 17   | 462       | 687       | 5,232     | 67.2        | 7.6              | 36   | 12   | 100.1         | 38        | 47          | 1.2              | 0    | 9−8               |

- 2020年度シーズン終了時
- 太字はスーパーボウル出場
- ■はスーパーボウル制覇

### 達成記録

#### サンディエゴ・チャージャーズ記録
- シーズンパス成功率（パス試投1試合平均14回以上）- 65.5%（2004年）[50]
- 1試合パス成功率（20試投以上での記録）- 88.0%（2004年10月31日、オークランド・レイダース戦）[50]
- プレーオフパス成功率（10試投以上）- 73.8%（2005年1月8日、ニューヨーク・ジェッツ戦）[50]
- パス試投194回連続でインターセプト0 - （2004年10月17日から12月5日）[51]

#### ニューオーリンズ・セインツ記録
- シーズンパス試投数 - 670回 （2012年）[52]
- シーズンパス獲得ヤード - 5,476ヤード（2011年）[52]
- シーズンタッチダウンパス数 - 46回（2011年）[52]
- シーズンパス1投あたりの平均獲得ヤード（パス試投1試合平均14回以上）- 8.5ヤード（2009年）[52]
- シーズンQBレイティング（パス試投1試合平均14回以上）- 110.6（2011年）[52]
- 通算パス成功回数 - 4,240回（2006-2015年）[52]
- 通算試投数 - 6,276回（2006-2015年）[52]
- 通算パス成功率（パス試投500回以上）- 67.6%（2006-2015年）[52]
- 通算パス獲得ヤード - 48,555ヤード（2006-2015年）[52]
- 通算タッチダウンパス - 348回（2006-2015年）[52]
- 通算パス1投あたり平均獲得ヤード（パス試投500回以上）- 7.8ヤード（2006-2015年）[52]
- 通算QBレイティング（パス試投500回以上）- 99.0（2006-2015年）[52]
- 1試合パス成功回数 - 39回（2008年9月21日、デンバー・ブロンコス戦）[53]
- 1試合連続パス成功回数 - 19回 （2009年12月27日）[54]
- 1試合パス試投数 - 60回（アーロン・ブルックスとタイ記録） [54]
- 1試合パス獲得ヤード - 510ヤード（2006年11月19日、シンシナティ・ベンガルズ戦）[54]
- 4000ヤード以上獲得シーズン - 10シーズン[52]
- 開幕戦タッチダウンパス 6回 （2009年）

#### NFL記録
- 連続TDパス試合数 - 54試合（2009年10月18日〜2012年11月25日）
- シーズンパス成功回数 - 471回（2016年）[52]
- シーズンパス成功率（パス試投1試合平均14回以上）- 74.4%（2018年）
- 1試合タッチダウンパス数 - 7回（2015年11月1日、ペイトン・マニング他6名とタイ記録）
- タッチダウンパス30回以上獲得連続シーズン - 9年連続（2008-2016年)[52]
- 5000ヤード以上獲得シーズン - 5シーズン(2008年、2011年、2012年、2013年、2016年)[52]
- 4000ヤード以上獲得連続シーズン - 12年連続（2006-2017年)[52]
- シーズン1試合のパス獲得300ヤード以上試合数 - 12試合（2011年、ペイトン・マニングとタイ記録）
- 1試合パス獲得300ヤード以上の連続試合数 - 7試合連続（2011年）
- 通算パス獲得ヤード - 80,358ヤード
- 通算パス成功回数 - 7,142回
- 通算タッチダウンパス - 571回（トム・ブレイディの581回に次ぐ歴代2位)